# Vøringsfossen

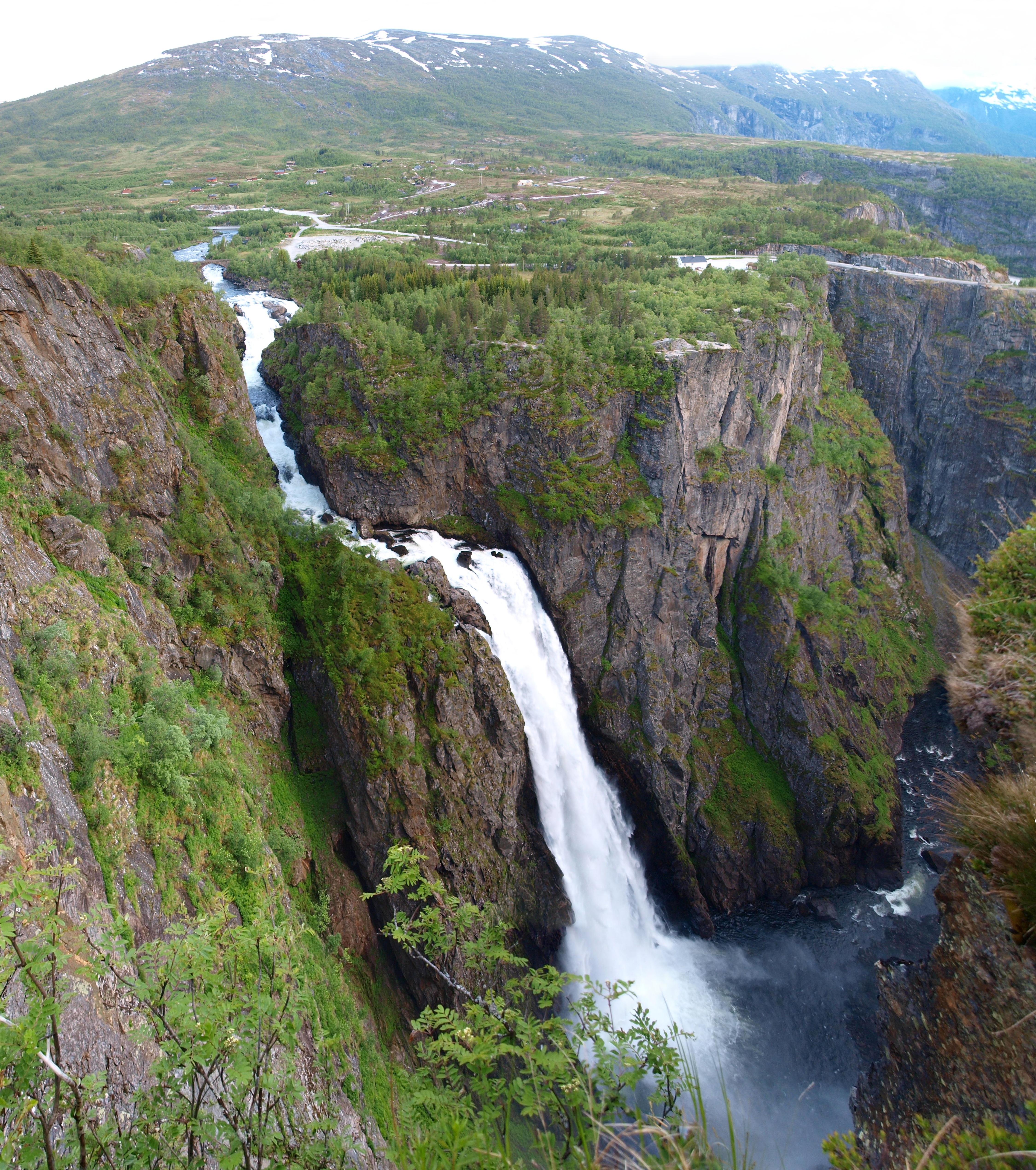
Vøringfossen-waterval

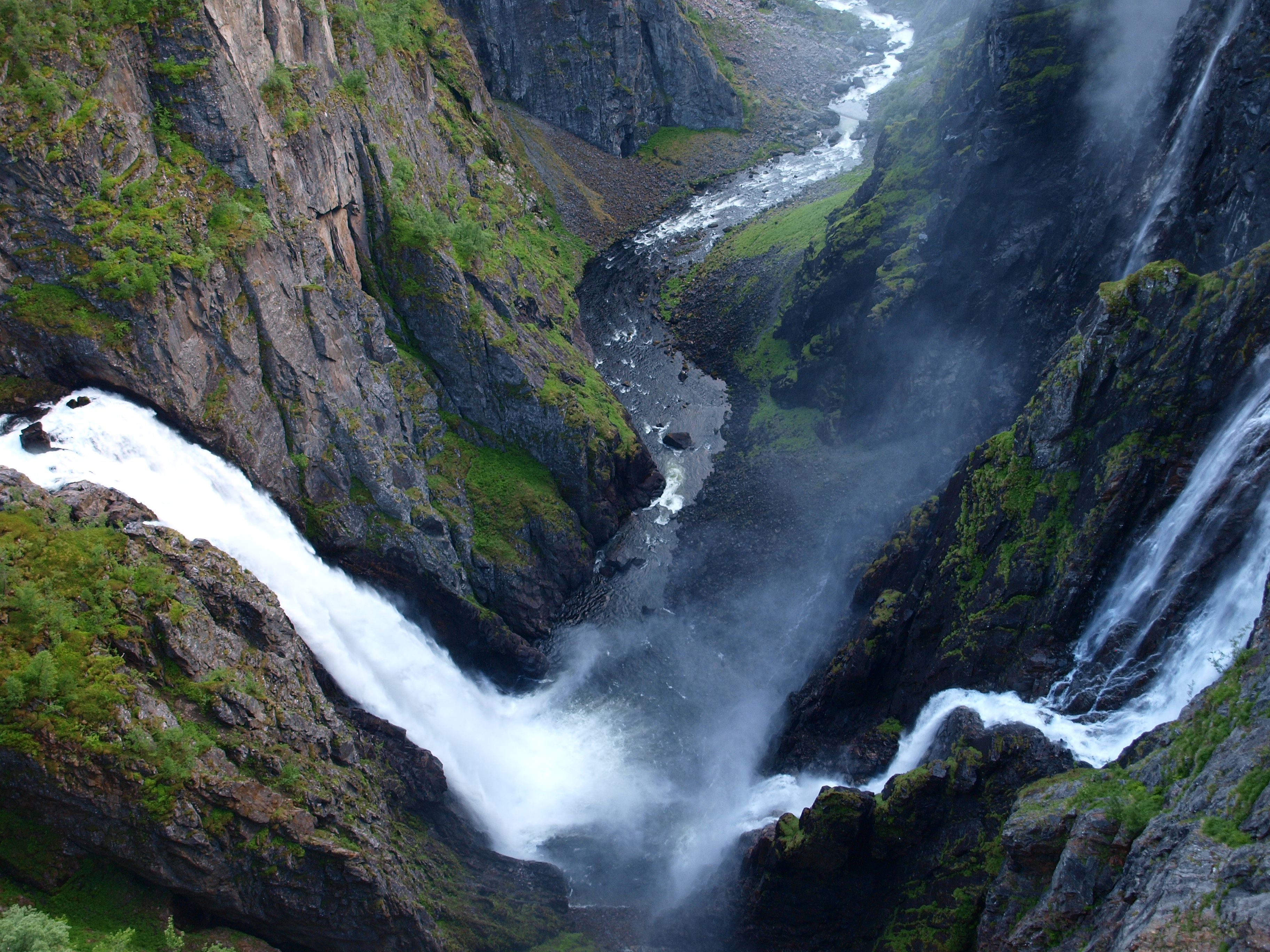
Vøringfossen-waterval

Vøringsfossen is een waterval bij de gemeente Eidfjord in de provincie Vestland in Noorwegen, aan de nationale toeristenweg Hardangervidda.
De oorspronkelijke naam is Vøringen waaraan later een genitief-s en fossen werd toegevoegd. Vyrðingr is afgeleid van het Oudnoorse werkwoord vyrða. Het Nieuwnoorse woord vyrd betekent trots en eervol, terwijl fossen betekent "de waterval". Vøringsfossen is dus de eervolle of trotse, grootse waterval.
Het is een van de hoogste watervallen in Europa. Het water maakt een loodrechte, vrije val van 145 meter op een totale hoogte van 182 meter.
Eidfjord bevindt zich in het Hardanger district. De waterval ligt vlak bij Rijksweg 7, de hoofdroute tussen Oslo en Bergen, op ongeveer 300 km van Oslo en ongeveer 280 km van Bergen. 
De waterval wordt gevoed door de rivier Bjoreia, die ook de Tyssvikjo waterval bevoorraadt. Een niet ongewone fout om te maken is Tyssvikjo voor Vøringsfossen aan te zien - Tyssvikjo is klein vergeleken met Vøringsfossen, maar valt het eerst op.

## De "ontdekker" van Vøringsfossen
Voor 1821 was de waterval nauwelijks buiten de lokale bevolking bekend. Er waren weinig toeristen, behalve wetenschappers en "ontdekkingsreizigers" die boeken en artikelen over hun reizen schreven bij terugkeer naar hun eigen landen en steden.
De eersten kwamen al aan het eind van de 18e eeuw, maar professor Christopher Hansteen (1784 - 1873) van Oslo was de eerste die over Vøringsfossen schreef. Hierdoor wordt hij gezien als de ontdekker ervan.
In de zomer van 1821 maakte hij een reis over Hardangervidda, zijn doel was het maken van astronomische observaties. Aangekomen te Maurseth, een in de bergen gelegen boerderij, nam hij afscheid van de man die zijn bagage per paard had vervoerd. De reis naar Eidfjord werd voortgezet samen met twee sterke mannen van de boerderij. Zij hadden zich aangeboden om hem te begeleiden tot in Eidfjord en ook zijn bagage en overige uitrusting te dragen.
Onderweg stopte Hansteen herhaaldelijk om watervallen te bewonderen. Hij werd er echter door zijn metgezellen op gewezen dat er een veel grotere waterval was; die zou minstens 1400 meter (!) hoog zijn. Hij achtte dit onmogelijk en wilde het gelijk zien, terwijl hij de mannen ook niet helemaal vertrouwde. Het zou eenvoudig voor hen zijn om hem te beroven en in de waterval te gooien. De mannen bleken betrouwbaar, al hadden ze de hoogte van de waterval sterk overdreven.
Hansteen mat de hoogte door stenen over de rand te gooien en de tijd die ze nodig hadden om de bodem te bereiken te meten met zijn zakhorloge. Zijn resultaat was 280 meter. Hij raakte gefascineerd door de abrupte overgang van het vlakke plateau van Hardangervidda naar een steile en ruige riviervallei.
Terug in Oslo, schreef hij een artikel in het blad Budstikken, iets wat ervoor zorgde dat Vøringsfossen een must werd voor toeristen die het gebied bezochten.

## Toerisme
Volgens de Noorse raad voor Toerisme is de waterval de op twee na best bezochte attractie in Noorwegen, met ongeveer 650.000 toeristen per jaar.
Bij Fossetromme, aan rijksweg 7 hoog in Måbødalen is het mogelijk om Vøringsfossen te zien. Aan de rand van de kloof waar het water in valt zijn afzettingen geplaatst. De wandeling erheen is gemarkeerd met borden die waarschuwen tegen afwijken van de paden. Het stuivende water maakt de berg glad en daardoor gevaarlijk.
Een andere mogelijkheid is om bij het Fossli Hotel de waterval te bekijken. De afstand van de rand van de kloof naar de bodem van het dal is hier ongeveer 200 meter. Het hotel werd 25 jaar voor de aanleg van de weg en 70 jaar na de publicatie van het artikel van Hansteen gebouwd. Bij gebrek aan een weg werden alle materialen door paarden naar de bouwplaats getransporteerd. De architect was Konow Lund. Het gebouw is in de art-nouveau-stijl gebouwd en het oorspronkelijke karakter is tot op heden bewaard. (Inter)nationale beroemdheden hebben hier gelogeerd, koninklijke personen, schrijvers en musici. Edvard Grieg was een van hen, hij componeerde Opus 66 (Negentien Noorse Volksliederen) hier.
De ontwikkeling zet door, er is een toename van vakantiewoningen in de omgeving. Wandelroutes zijn ook aangegeven zowel bovenaan de waterval als in de riviervallei.

## Waterkracht
Vøringsfossen is een van de twee belangrijke toeristische attracties die Statkraft uitbaat om elektriciteit te winnen.
De eerste plannen voor een waterkrachtcentrale werden gepresenteerd in 1962, maar pas in 1968 werd er een verzoek om uitbating bij de Noorse Staat ingediend. Er werd veelvuldig tegen het plan geprotesteerd, omdat een belangrijk deel ervan gebouwd zou worden op de kwetsbare Hardangervidda. Een deel van het plan was om de aanvoer van de rivier Bjoreia in grote leidingen te leggen. Dit zou als resultaat hebben gehad dat de rivier en Vøringsfossen grote delen van het jaar droog hadden gestaan. De Noorse Regering wilde het gelukkig anders en bij het verlenen van de vergunningen in 1973 werd geëist dat de waterval een toeristische attractie zou blijven. Dit betekent dat er tussen 1 juni en 15 september minimaal 12 kubieke meter (12.000 liter) per seconde over de rand stroomt.
Energieproductie is echter niet de enige reden om deze watervallen te "temmen", ook in verband met de veranderingen in het klimaat is het goed om de doorstroming in rivieren en watervallen te kunnen controleren. Het maakt het bijvoorbeeld om de schade te beperken bij overstromingen of het gevaar voor overstroming te doen wijken.
Vøringsfossen wordt gevoed vanuit een niet gereguleerde toevoer van water van een 90 vierkante kilometer groot gebied en gereguleerde toevoer van het Sysenvatn. Het meer ligt 900 meter hoger dan de waterval en meer dan 10 kilometer ervan verwijderd.

## Galerij

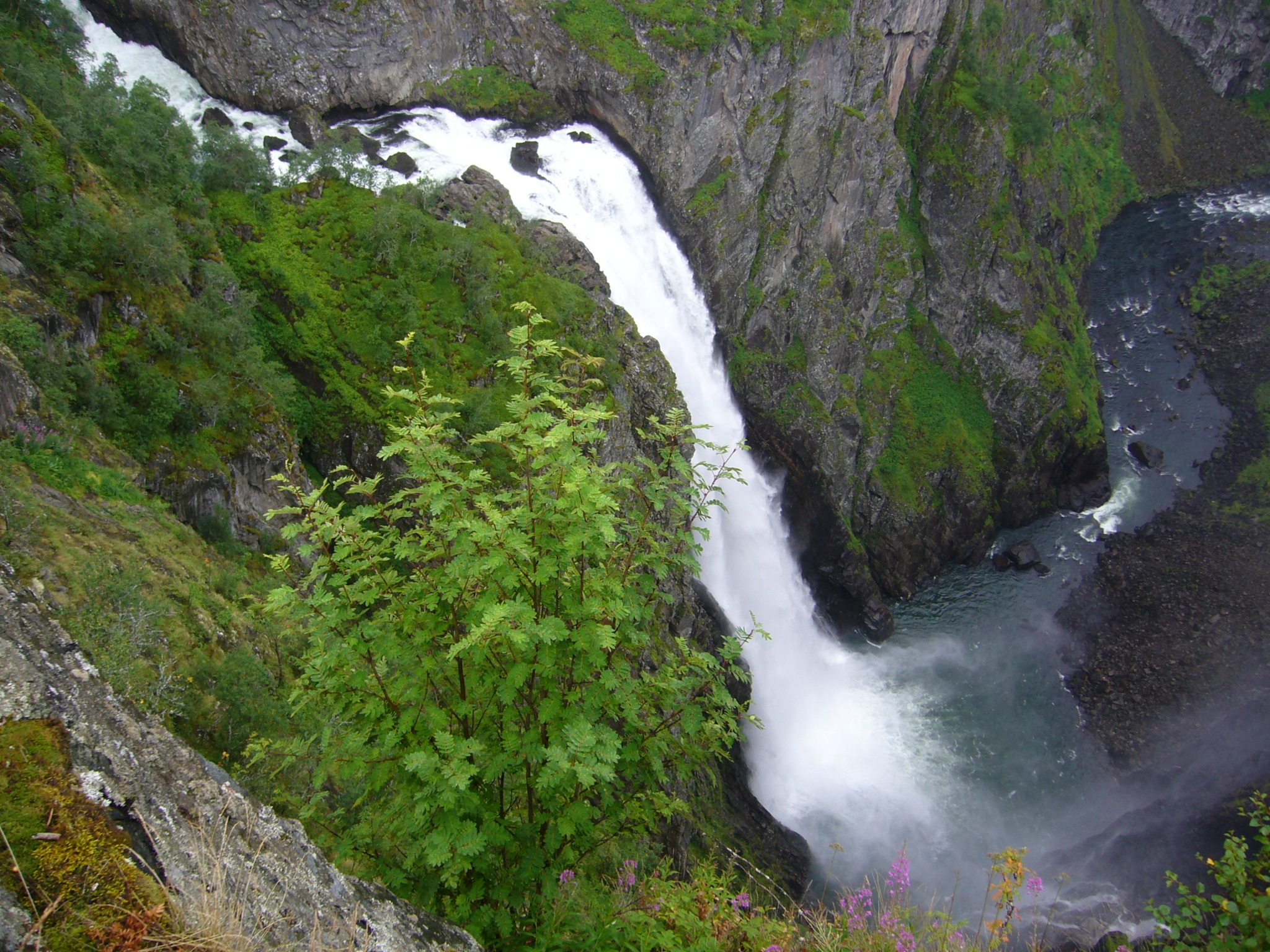
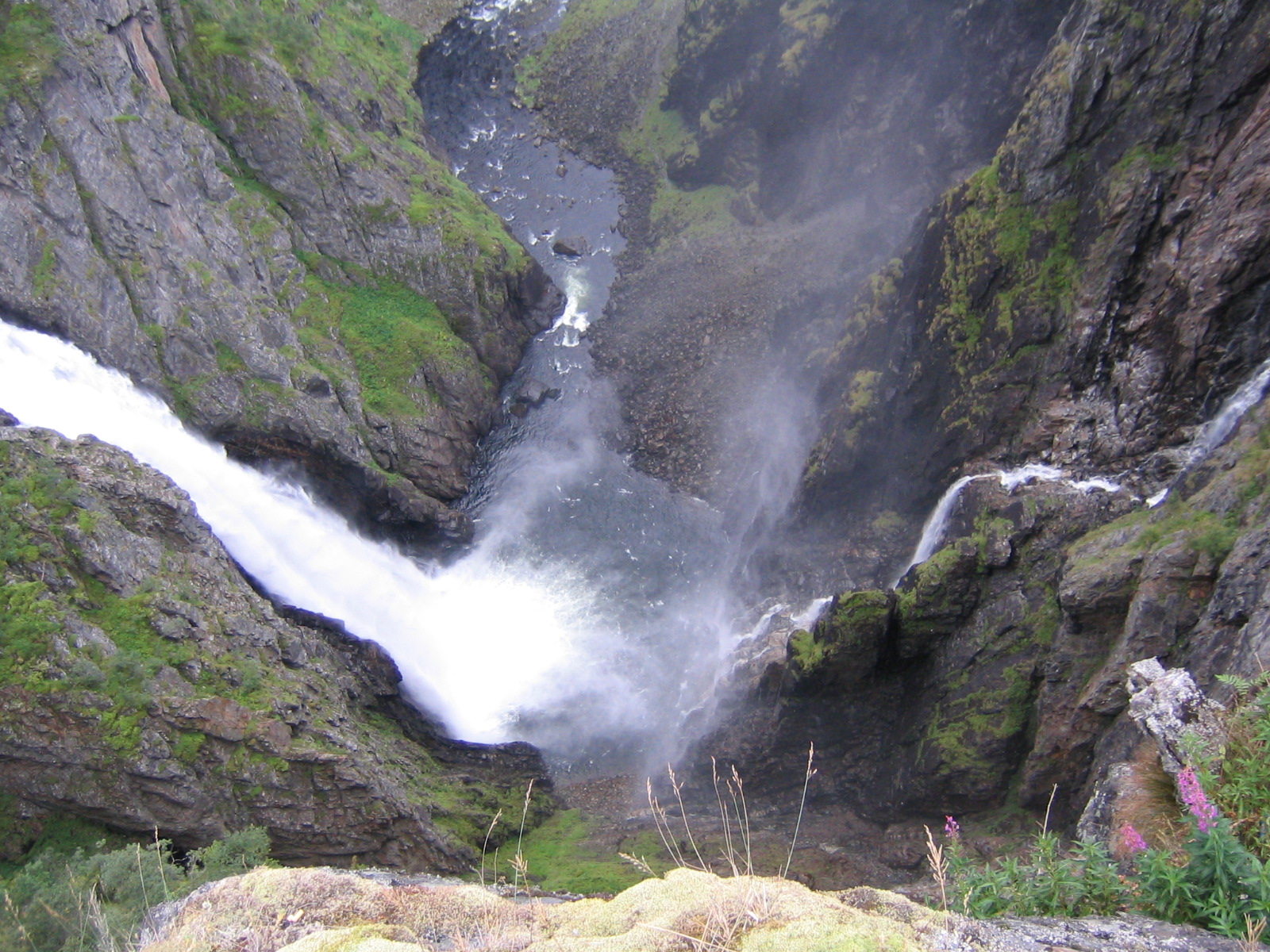
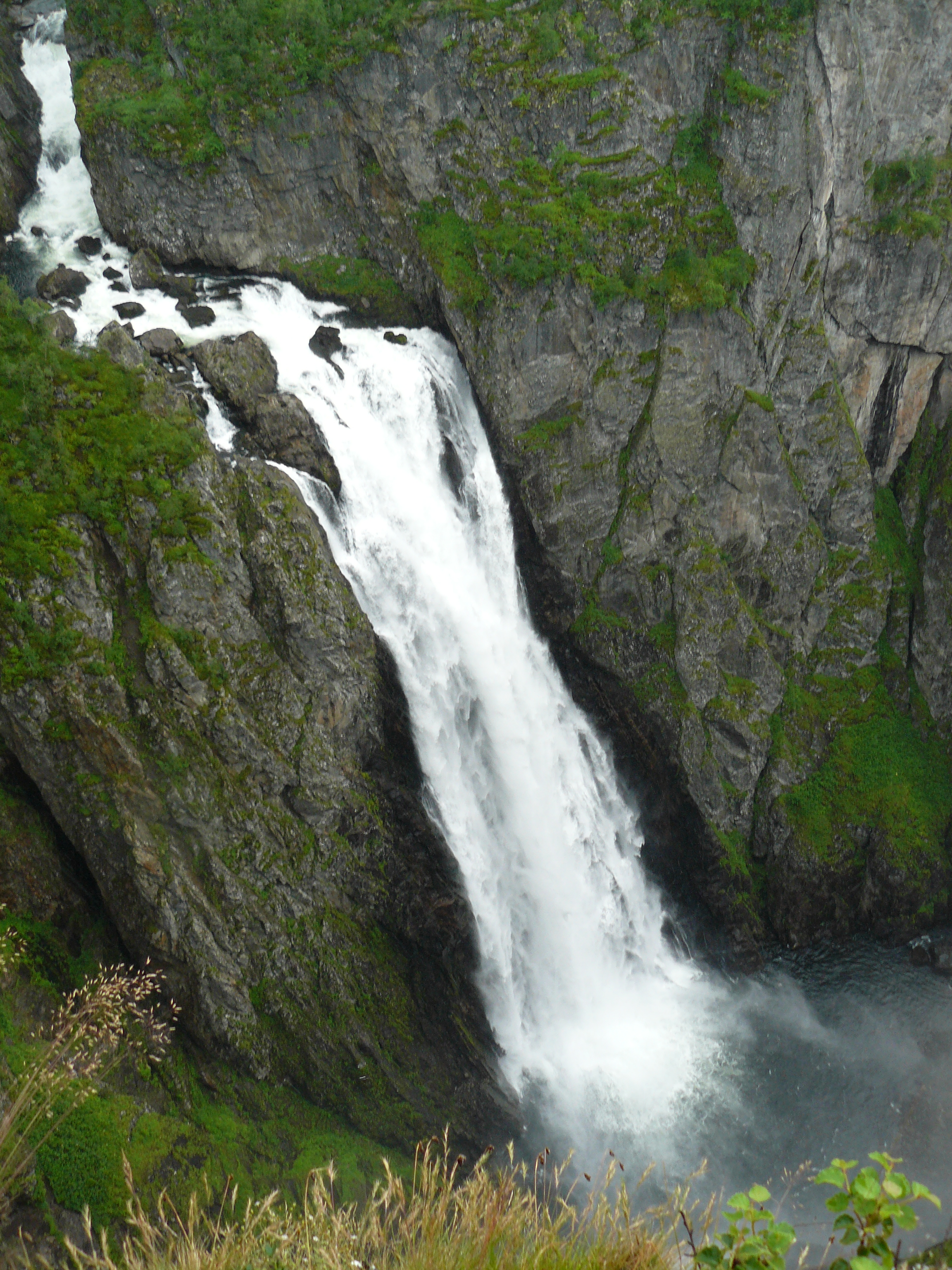
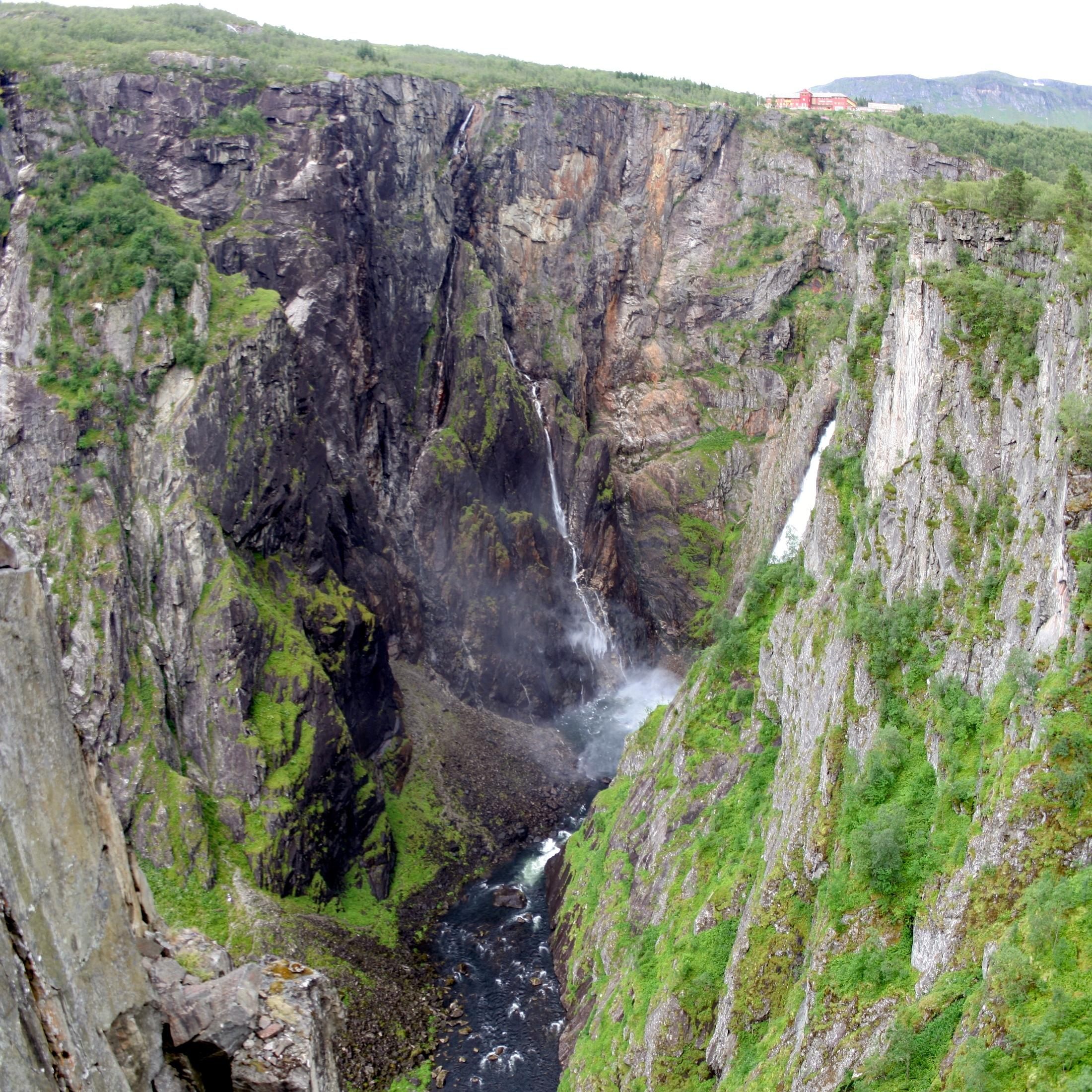